# ÖBB emeletes személykocsi

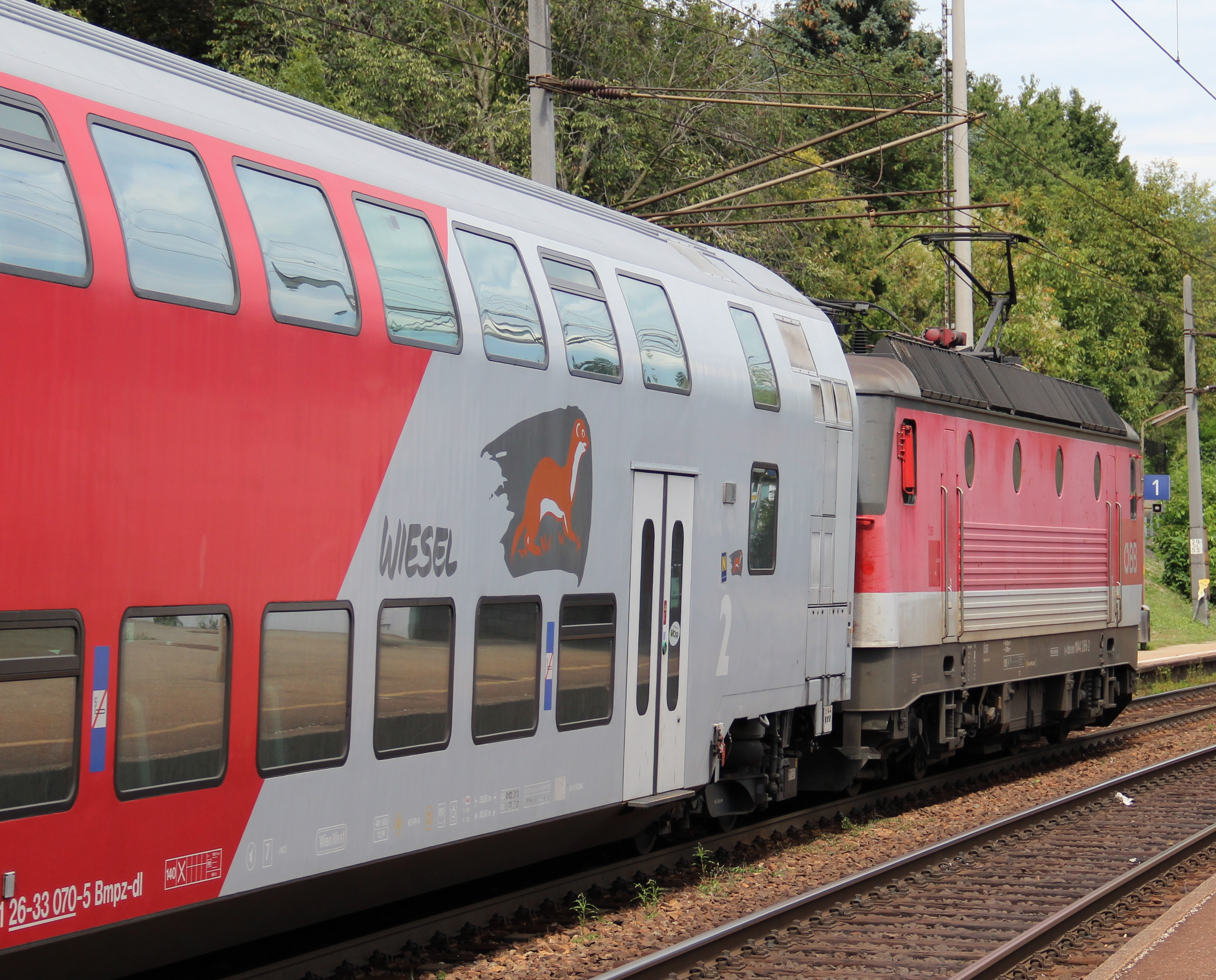
A menyétlogó az egyik kocsin

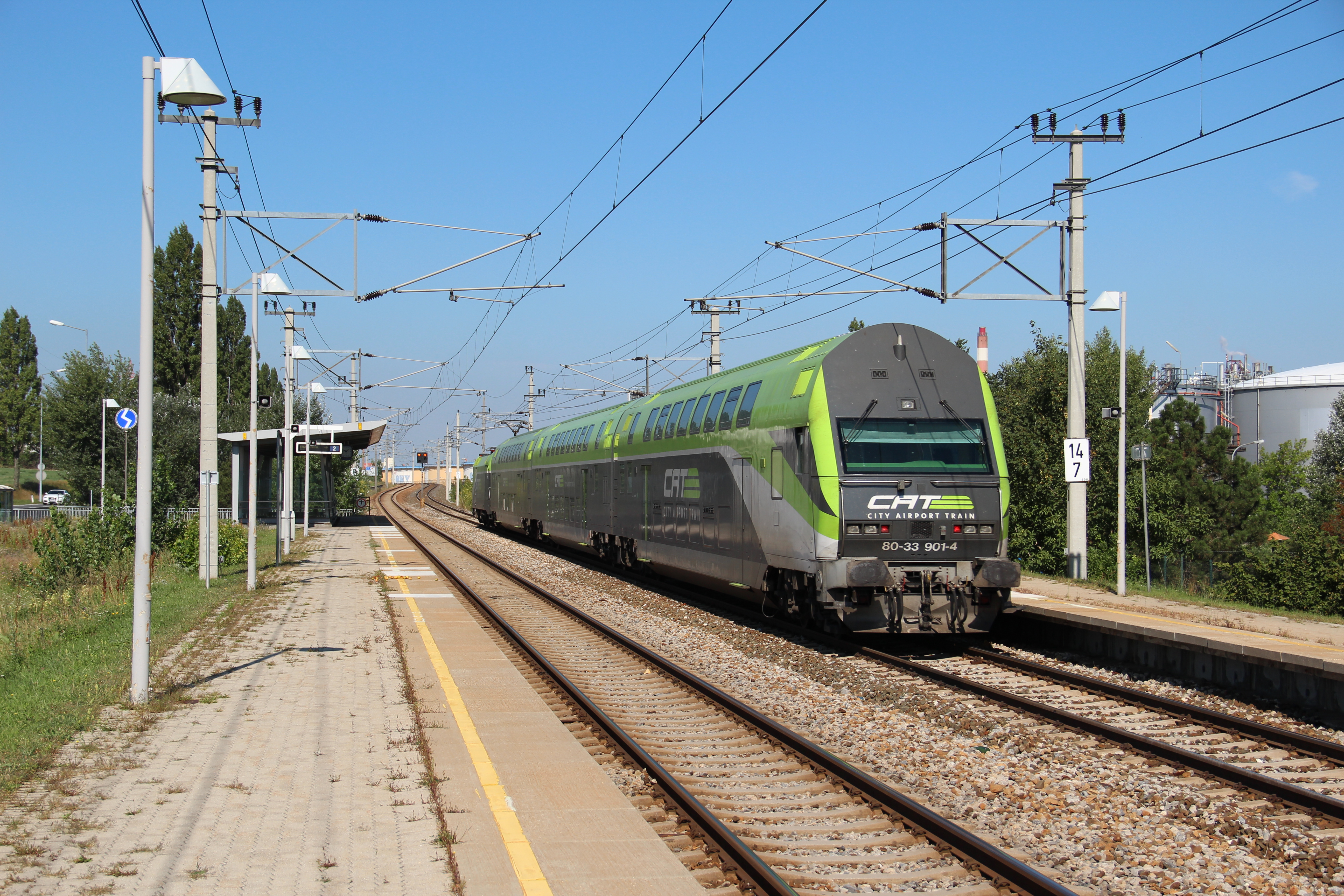
Emeletes kocsik City Airport Train forgalomban

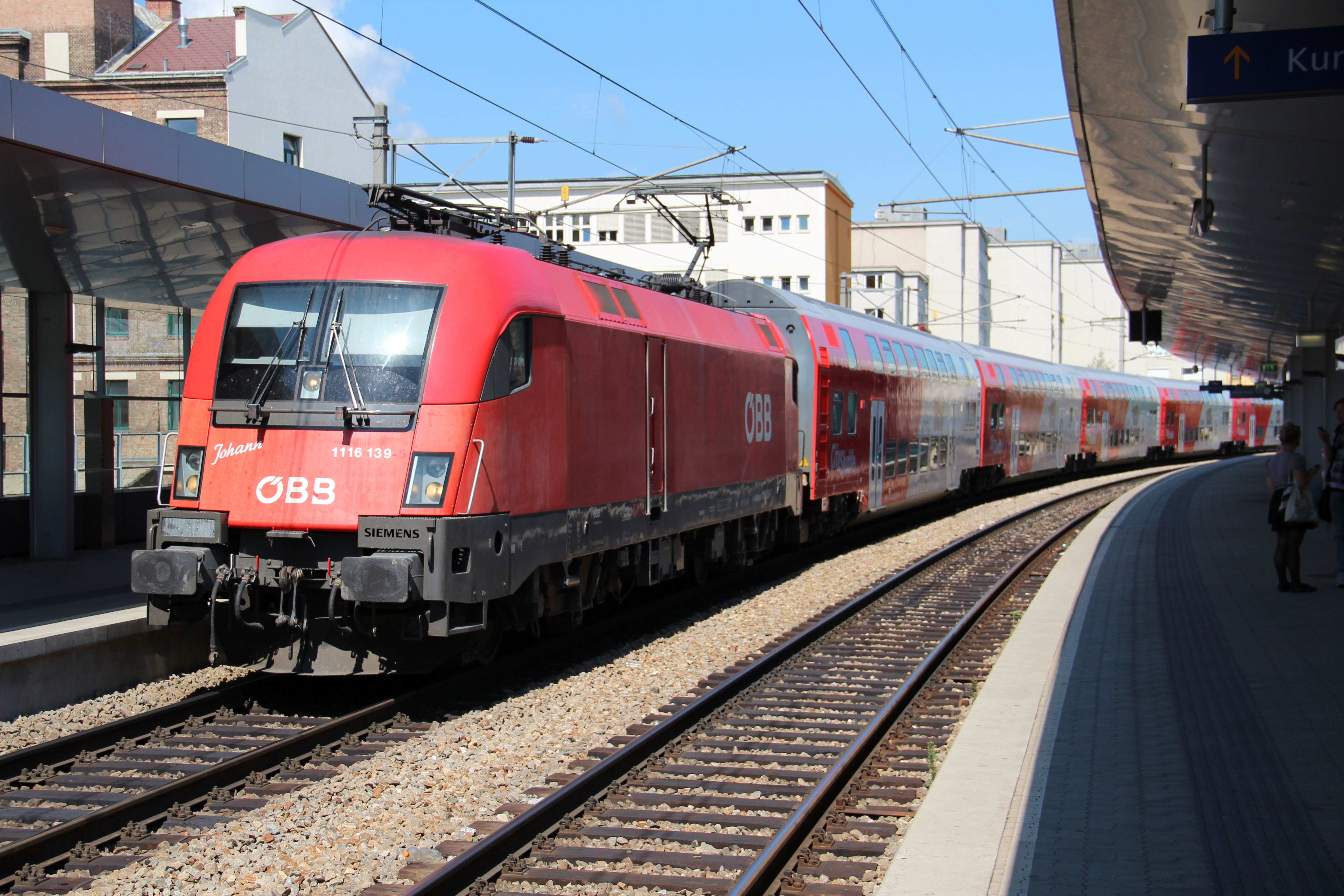
Egy regionális vonat egy ÖBB 1116 sorozatú villamosmozdonyal

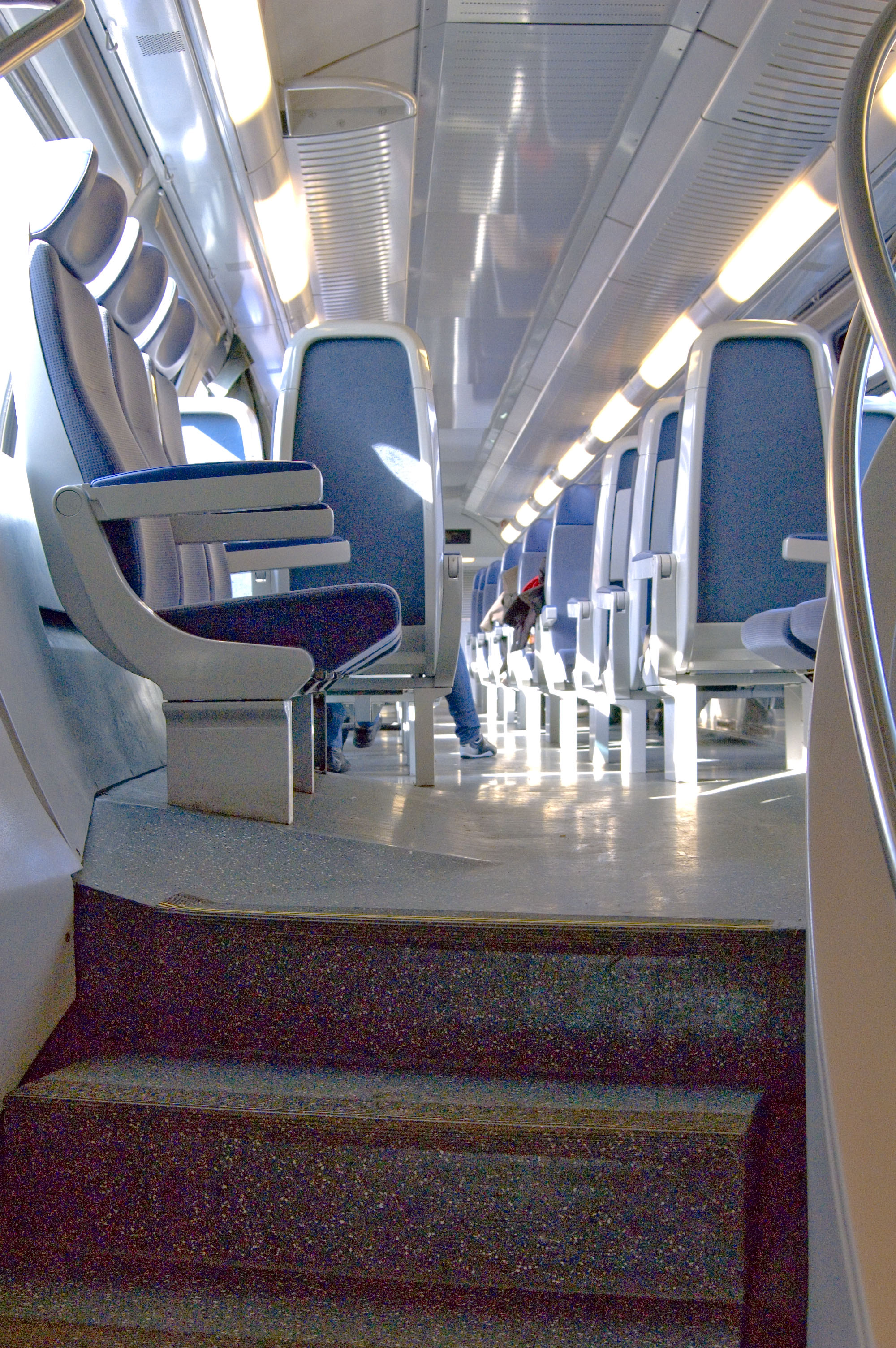
A kocsi lépcsője és felső szintje

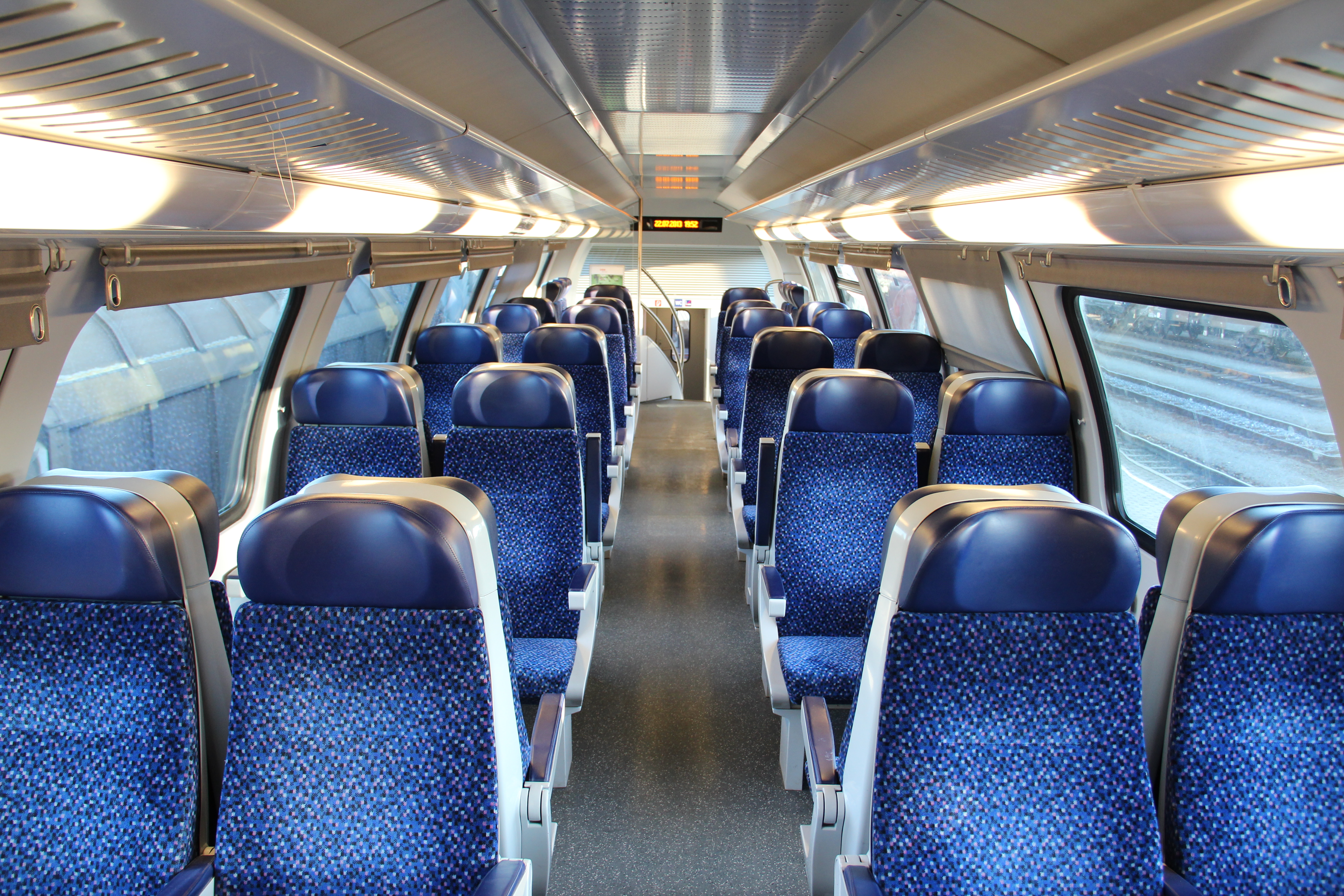
A kocsi alsó szintje

Az ÖBB 1996 és 2009 között összesen 325 db emeletes személykocsit szerzett be az ausztriai távolsági forgalomhoz. A kocsik közül 253 db betétkocsi és 72 db vezérlőkocsi (melyek homlokkialakítása az ÖBB 1014 sorozatához hasonlít). A kocsikat az SGP-VT, a JTS, az ÖBB-TS Simmering és a Siemens gyártotta. A kocsik napjainkban az ÖBB kelet-ausztriai forgalmának a gerincét alkotják. Beceneve Wiesel (magyarul menyét).

## Történetük
Az 1990-es évek elejére Bécs környékének elővárosi forgalma egyre nehezebben volt kiszolgálható a korábbi, egyszintes személykocsikkal. Ezért 1993-ban Bécsbe látogatott a Svájci Vasút (SBB) egyik emeletes szerelvénye (az SBB Re 450 sorozat) tesztelés céljából. Az első rendelés 253 betétkocsiról és a hozzá tartozó 37 vezérlőkocsiról szólt.
Az első kocsik 1996-ban álltak forgalomba.
2006-ban megkezdték a vezérlőkocsik átépítését, hogy az alsó szinten található mellékhelyiségeket a mozgássérült utasok is könnyen használhassák. Néhány ülőhely eltávolításával nagyobb, tágasabb teret alakítottak ki, továbbá az első ajtót kiegészítették egy felhajtható rámpával a kerekesszékkel közlekedők számára. Összesen 67 vezérlőkocsi épült át 12 millió euró értékben.
Az utasok az új emeletes kocsikat hamar megkedvelték.

## Műszaki jellemzésük
A kocsik alkalmasak a 140 km/h sebességű közlekedésre és képesek ingavonati módban együttműködni számos osztrák mozdonysorozattal. A vezérlőkocsik PZB vonatbefolyásolással vannak felszerelve. A kocsik közötti kapcsolatot Schraubenkupplung biztosítja. A beszállóajtók automata működésűek, fel vannak szerelve oldalszelektív ajtónyitással és térfigyelő kamerákkal. A vezérlőkocsikban 102, a betétkocsikban 114 ülőhely található.

## Felhasználás
Az emeletes személykocsik 2012-ben az alábbi viszonylatokon közlekedtek:
- Břeclav/Bernhardsthal - Bécs - Payerbach-Reichenau
- Znojmo/Retz - Bécs - Payerbach-Reichenau
- Laa a.d. Thaya - Wien Praterstern
- Wien Franz-Josefs-Bahnhof - Krems a.d. Donau
- Wien Franz-Josefs-Bahnhof - Sigmundsherberg - Gmünd N.Ö.
- Wien Südbahnhof (Ost) - Pándorfalu - Pozsony-Pozsonyligetfalu
- Wien Meidling - Sopron - Sopronkeresztúr
- Wien Meidling - Wiener Neustadt Hauptbahnhof - Sopronnyék-Haracsony
- Wien Westbahnhof - St.Valentin
- Krems a.d. Donau - St. Pölten Hauptbahnhof
- Bludenz - Bregenz
- Tauernschleuse Böckstein - Mallnitz-Obervellach

### Magyarországi alkalmazásuk
A kocsik jelenleg csak a Wien Meidling-Sopron-Sopronkeresztúr viszonylaton közlekednek, de korábban ilyen kocsikkal szolgálták ki a Fertőszentmiklós-Nezsider-Bécs, a Bécs-Bécsújhely-Sopron-Szombathely-Szentgotthárd-Graz és a Tatabánya-Győr-Hegyeshalom-Bécs útirányt is.
2004. szeptember 25-én két különvonat érkezett Bécsből, melyben szintén voltak emeletes kocsik.

### Alkalmazásuk a CAT-ban
A City Airport Train (CAT) szolgáltatás 2003 decemberében indult be Wien Mitte és Bécs–Schwechati nemzetközi repülőtér között. Ettől fogva 30 percenként járt közvetlen vonat a belváros és a reptér között. Ehhez a szolgáltatáshoz kilenc betétkocsit és három vezérlőkocsit fényeztek le zöld-sárga-fekete színre, melyből három teljes szerelvényt állítottak össze. Kettő szerelvény folyamatosan dolgozik, a harmadik tartalék szerepet tölt be.
A vezérlőkocsik némileg eltérnek a távolsági forgalom kocsijaitól, az alsó szinten az ülések helyett a csomagoknak alakítottak ki tágas tárolóhelyet. 2010-től a kocsikat új design szerint újrafényezték.

## Kompatibilitás
A vezérlőkocsik az alábbi mozdonysorozatokkal képesek együttműködni:
- ÖBB 1016/1116
- ÖBB 1216
- ÖBB 1144
- ÖBB 1142
- ÖBB 1014
- ÖBB 1012
- ÖBB 1822
- ÖBB 2016
- GYSEV 470.5
- MÁV 470.0
- MÁV 480
- MÁV 433

## Vasútmodell
A kocsicsalád vasútmodellben is kapható. N-es méretarányban a Trix, H0-s méretarányban pedig a Märklin, a Roco és a Heris gyártja.